# Charles-Louis Bazin
Pour les articles homonymes, voir Bazin.
Charles-Louis Bazin, dit aussi  Bazin jeune, né à Paris le 3 avril 1802, mort le 11 janvier 1859 à Yssingeaux (Haute-Loire),, est un peintre, sculpteur, graveur et lithographe français.
Il est le frère cadet de Pierre-Joseph Bazin, également peintre et graveur.